# 西阳镇 (三原县)
西阳镇，是中华人民共和国陕西省咸陽市三原县下辖的一个乡镇级行政单位。

## 行政区划
西阳镇下辖以下地区：
西北村、西南村、东寨村、马张村、武官村、武官西村、五联村、五泉西村、五泉东村、正风村和光明村。